# جوزپه ماتزینی
جوزپه ماتزینی (ایتالیایی: Giuseppe Mazzini؛ زاده ۲۲ ژوئن ۱۸۰۵ در جنوا – درگذشته ۱۰ مارس ۱۸۷۲ در پیزا) آزادیخواه ایتالیائی و رهبر سیاسی عقیدتی جنبش «ریسورجیمنتو»∗ (اتحاد ایتالیا) بود.
او در سال ۱۸۳۱ در فرانسه تشکیلات مخفی «ایتالیای جوان» را بنا نهاد و در سال ۱۸۳۴ با سازمان مشابه‌ای ادغام و به نام «اروپای جوان» اعلام موجودیت نمود. او در دهه‌های ۱۸۳۰ و ۱۸۴۰ از رهبرانی بود که سهم مؤثری در هماهنگی بین قیام‌های مردمی ایتالیا داشت.
ماتزینی از جمهوریخواهان تندرو و یک بشمار می‌آید. او همگام با جوزپه گاریبالدی در سال ۱۸۴۹ فرماندهی و دفاع از شهر رم را در مقابل تهاجم فرانسویان به عهده داشت و پس از کاپیتولاسیون به انگلستان فرار کرد و اقدام به تشکیل کمیته مرکزی دموکرات‌های اروپا نمود.
او با اتحاد ایتالیا به عنوان شاهنشاهی مخالفت نمود و اندکی پیش از مرگ به میهنش بازگشت. او تعداد زیادی مقاله و رساله در باب مسائل سیاسی منتشر نموده‌است.

## یادداشت
1. ^  به معنی رستاخیز (به ایتالیایی: Risorgimento) و نماینده دوره‌ای از تاریخ ایتالیا بین ۱۸۱۵ و ۱۸۷۰ میلادی است. دوره‌ای که سرشار از تلاش مبارزاتی مردم برای وحدت و بازیابی فرهنگ ایتالیا بود. این اسم از نشریه‌ای به همین نام که کاوور در تأسیس آن همکاری داشت و در سال ۱۸۴۷ منتشر شد، گرفته شده‌است.